# Stephanorhinus
 Stephanorhinus  ist eine heute ausgestorbene Gattung aus der Familie der Nashörner. Sie war vom Oberen Miozän bis zum Ende des Pleistozäns vor 8 Millionen bis vor rund 10.000 Jahren hauptsächlich im nördlichen Eurasien verbreitet. Verwandt ist Stephanorhinus mit Dicerorhinus, dessen einziger lebender Vertreter das heute in Südostasien lebende und stark bedrohte Sumatra-Nashorn (Dicerorhinus sumatrensis) ist. Beide Gattungen gehören zu den Dicerorhinina, Nashörnern mit zwei Hörnern, die überwiegend in Eurasien verbreitet waren. Vereinzelt trat die Gattung auch im nördlichsten Teil von Afrika auf.

## Merkmale
Die Vertreter der Gattung Stephanorhinus waren mittelgroße bis sehr große Nashörner, die unterschiedliche ökologische Nischen besetzten und daher über ein variables Aussehen verfügten. Allgemein hatten sie einen recht kräftigen, an die heutigen Nashörner erinnernden Körperbau. Waldbewohner waren dabei etwas graziler mit langen schlanken Gliedmaßen, während Bewohner der Waldrandgebiete oder offener Landschaften einen kräftigeren Körperbau und eher kurze und breite Gliedmaßen besaßen. Die Größe der einzelnen Arten variierte beträchtlich und liegen bei kleinen Vertretern, wie dem Hundsheimer Nashorn (Stephanorhinus hundsheimensis) und dem Etruskischen Nashorn (Stephanorhinus etruscus) bei 700 bis 900 kg, während die größten Formen, etwa des Steppennashorn (Stephanorhinus hemitoechus) und das Waldnashorn (Stephanorhinus kirchbergensis), bis zu 3 t Lebendgewicht erreichten. Allerdings durchliefen einige Arten während ihrer Entwicklung eine markante Größenzunahme. Im postcranialen Skelettbau ähnelte Stephanorhinus den heutigen Nashörnern. Wichtigstes Merkmal sind die dreistrahligen Hände und Füße, die die Nashorngattung zu den modernen Rhinocerotini stellt.
Der Schädel variierte in seiner Länge von 56 bis 81 cm, abhängig von der Größe der Art, und war sehr groß sowie massiv mit ausladenden Jochbeinen. Das Hinterhauptsbein war, wie bei den meisten Nashörnern, nach hinten herausgezogen, hatte aber überwiegend einen rechten Winkel über den Hinterhauptswulst zu den Gelenkflächen, an denen die Halswirbelsäule ansetzte. Dies bewirkte eine hohe bis waagerechte Kopfhaltung. Einzige Ausnahme stellt hier das Steppennashorn dar, welches einen spitzen Winkel besaß und so eine niedrige oder tiefe Kopfhaltung aufwies. Das Nasenbein besaß eine deutlich gerundete Form und wies auf der Oberfläche blumenkohlartig aufgeraute Flächen als Ansatzstelle für das vordere Horn auf. Eine ähnlich geartete Oberflächenstruktur auf dem Stirnbein, die meist weniger deutlich ausfiel, markierte das hintere zweite Horn. Gemeinsames Merkmal aller Stephanorhinus-Arten war die teilweise verknöcherte Nasenscheidewand, die bei den überwiegenden Arten im vorderen Drittel, beim Steppennashorn bis zu zwei Drittel verwuchs. Ein ähnliches Merkmal besaß innerhalb der modernen Nashörner nur die Gattung Coelodonta mit dem Wollnashorn (Coelodonta antiquitatis), dessen Nasenscheidewand vollständig verknöchert war. Im Gegensatz zu diesem saß das Nasenbein bei Stephanorhinus aber nicht direkt dem Zwischenkieferknochen auf.
Das Gebiss von Stephanorhinus ist deutlich reduziert, so dass die vordere Bezahnung in der Regel vollständig fehlte. Die Zahnformel ausgewachsener Tiere lautete: {\displaystyle {\frac {0.0.3.3}{0.0.3.3}}}. Die Prämolaren ähnelten weitgehend den Molaren, waren also deutlich molarisiert. Dabei wies die überwiegende Anzahl der frühen Arten niedrige Zahnkronen auf (brachyodont), bei späteren erhöhte diese sich leicht. Erst das Steppennashorn entwickelte sehr hohe Zahnkronen (hypsodont) mit hohem Zahnzementanteil.

## Verbreitung
Stephanorhinus war vor allem im nördlichen Eurasien verbreitet und so teilweise auch an kühlere Klimate angepasst als Dicerorhinus. Es kam von der Iberischen Halbinsel im Westen über gesamt Europa, die russischen Steppenlandschaften bis nach Ostasien im Osten vor. Einzelne Arten blieben jedoch auf das westliche oder östliche Eurasien beschränkt, lediglich das Waldnashorn hatte eine paneurasische Verbreitung, während das Steppennashorn noch bis zum Baikalsee nachgewiesen ist. Die südlichste Ausbreitungsgrenze im westlichen Verbreitungsgebiet ist Nordafrika, wo die Gattung aber erst im Jungpleistozän auftrat. In Ostasien drangen Vertreter von Stephanorhinus bis zum 30. nördlichen Breitengrad vor, südlichere Gebiete wurden dann von den Gattungen Rhinoceros und Dicerorhinus bewohnt. Ein Schädelfund aus Jakutien lässt vermuten, dass die Gattung teilweise auch bis in die arktischen Gebiete Asiens vordrang, wo eher das Wollnashorn nachgewiesen ist. Aus einigen Fundstellen von Japan wurden ebenfalls Reste von Stephanorhinus berichtet, für die aber bisher keine genaue Artzuweisung erfolgte.

## Paläobiologie
Die überwiegenden Arten, vor allem im ausgehenden Miozän, im Pliozän und im frühen Pleistozän waren aufgrund ihres grazileren Körperbaus mit schlanken Gliedmaßen an geschlossene Wälder angepasst, später entwickelten sich Formen, die auch offenere Landschaften bevorzugten. Das Steppennashorn aus dem späten Mittelpleistozän war aber die einzige Art, die auch offene Steppengebiete besiedelte und wies dementsprechend kräftigere und kurze Beine auf. Die zumeist niederkronigen Zähne und die hohe Kopfhaltung befürworten eine Ernährung basierend auf weicher Pflanzenkost (browsing), was sich auch an den Abrasionsspuren der Kauoberflächen der Zähne mit trogartigen Vertiefungen nachweisen lässt. Das Hundsheimer Nashorn bevorzugte eher gemischte Kost. Beim Waldnashorn sind wiederum Nahrungsreste in den Zähnen überliefert, die von Birken, Rosen, Pappeln, Eichen, Weiß- und Feuerdorn sowie von Seerosen stammen. Das Steppennashorn dagegen besitzt sehr hohe Zahnkronen und einen großen Zahnzementanteil. Charakteristische waagerechte Schleifmuster auf den Kauflächen sprechen für eine spezialisierte, harte und kieselsäurehaltige Grasnahrung (grazing), die vom Boden aufgenommen werden musste. Dies führte evolutiv zur Verlängerung des Hinterhauptsbeines und zu einer dauerhaft niedrigen Kopfhaltung, wie es heute noch beim Breitmaulnashorn (Ceratotherium simum) der Fall ist.
Stephanorhinus besaß typischerweise zwei Hörner, von denen das vordere (Nasal- oder Nasenhorn) auf dem Nasen-, das hintere (Frontal- oder Stirnhorn) auf dem Stirnbein ansetzte, wie dies an den aufgerauten Knochenoberflächen ersichtlich ist, das aus Keratin bestehende Horn selbst ist aber fossil nicht überliefert. Solche sogenannten Tandemhörner finden sich heute noch beim Sumatra-Nashorn und bei den entfernter verwandten afrikanischen Nashörnern. Die Ausdehnung der aufgerauten Flächen lässt auf die Größe des ehemaligen Horns schließen, generell waren die Nasalhörener dabei größer als die Frontalhörner. Frühe Stephanorhinus-Vertreter hatten tendenziell eher kleine Hörner, spätere dagegen größere. Ursprünglich wurde die verwachsene Nasenscheidewand mit der Größenzunahme der Hörner in Verbindung gebracht, die heutigen afrikanischen Nashörner besitzen teilweise sehr lange Hörner, weisen aber keine Verknöcherungen der Nasenscheidewand auf. Neben der Stephanorhinus-Coelodonta-Linie ist fossil das urtümlichere und nicht zu den modernen Nashörnern gehörige Elasmotherium bekannt, welches ebenfalls solche Verknöcherungen besaß. Dieses wies aber gar kein Nasenhorn auf, sondern nur ein möglicherweise bis zu zwei Meter langes Stirnhorn.

## Systematik
In der heutigen Systematik der Nashörner wird Stephanorhinus zur Untertribus Dicerorhinina gestellt, welche wiederum zur Tribus der Rhinocerotini gestellt wird, der alle heute lebenden Nashörner angehören. Nahe verwandte Gattungen sind Coelodonta mit dem Wollnashorn, aber auch die stammesgeschichtlich älteren Formen Dihoplus und Lartetotherium. Der nächste heute noch lebende Vertreter ist das Sumatra-Nashorn (Dicerorhinus sumatrensis), von dessen Gattungsbezeichnung sich auch der Name der Untertribus herleitet. Die Nahverwandtschaft von Stephanorhinus sowohl mit Coelodonta als auch mit Dicerorhinus konnte mit Hilfe von Proteinsequenzuntersuchungen an mittelpleistozänen Funden aus Schöningen und Neumark-Nord im Geiseltal bestätigt werden. Molekulargenetische Analysen an einem jungpleistozänen Schädelfund aus Jakutien ergaben eine Schwestergruppenbeziehung zwischen Stephanorhinus und Coelodonta. Eine erneute Studie von Proteinsequenzen an einem rund 1,8 Millionen Jahre alten Fossilfund aus Dmanissi in Georgien  zeigten auf, dass Stephanorhinus und Coleodonta wohl eine gemeinsame Gruppe bilden. Beide Gattungen stammen von einem gemeinsamen Vorfahren ab. Vertreter der Stephanorhinus-Linie sind wenigstens seit dem ausgehenden Miozän im westlichen Eurasien  bekannt, Coelodonta hingegen formte sich im Pliozän im östlichen Eurasien heraus. Als Konsequenz daraus ist Stephanorhinus höchstwahrscheinlich als paraphyletisch aufzufassen und müsste in Coelodonta aufgelöst werden. Die Synonymität der beiden Gattungen wurde zuvor bereits aus übereinstimmenden anatomischen Merkmalen erwägt, eine direkte Vereinigung aber bisher abgelehnt.
Alle bisher getätigten anatomischen, genetischen und biochemischen Untersuchungen weisen das Sumatra-Nashorn als den nächsten, heute lebenden Verwandten von Stephanorhinus und Coelodonta aus. Dessen direkter phylogenetischer Vorfahre ist bis heute unbekannt. Aufgrund der Erhaltung des vorderen Gebisses stellt es aber ein stammesgeschichtlich eher urtümliches Mitglied dar. Die Dicerorhinina spalteten sich je nach genetischer Studie vor 14,8 bis 26 Millionen Jahren von der Linie der übrigen asiatischen Nashörner ab, die Stephanorhinus-Coelodonta-Gruppe trennte sich dann vor 5,5 bis 21 Millionen Jahren von der Dicerorhinus-Linie.
Zahlreiche Arten wurden der Gattung Stephanorhinus zugewiesen. folgende werden heute anerkannt:
- Stephanorhinus etruscus (Falconer, 1868) (Etruskisches Nashorn)
- Stephanorhinus hemitoechus (Falconer, 1868) (Steppennashorn)
- Stephanorhinus hundsheimensis (Toula, 1902) (Hundsheimer Nashorn)
- Stephanorhinus jeanvireti (Guérin, 1972)
- Stephanorhinus kirchbergensis (Jaeger, 1839) (Waldnashorn)
- Stephanorhinus lantianensis (Hu & Qi, 1978)
- Stephanorhinus pikermiensis (Toula, 1906)
- Stephanorhinus yunchuchensis (Chow, 1963)

Die teilweise als Stephanorhinus megarhinus und Stephanorhinus miguelcrusafonti geführten Formen wurden im Jahr 2021 in die Gattung Pliorhinus ausgelagert.
Der Name Stephanorhinus wurde 1942 vom ungarischen Paläontologen Miklós Kretzoi eingeführt. Die Bezeichnung setzt sich aus dem Vornamen „Stefan“ und dem griechischen Wort ῥίς (rhīs „Nase“; Genitiv rhinos) zusammen. „Stephan“ stellt dabei eine Ehrung des ersten Königs von Ungarn und heutigen Nationalheiligen des Landes Stephan I. (István) dar. Allerdings schloss Kretzoi damals das Steppennashorn (Stephanorhinus hemitoechus) aufgrund des anders gebauten Schädels nicht mit ein, sondern verwies dieses in die von ihm eigenständig geschaffene Gattung Procerorhinus. Der Name Stephanorhinus setzte sich anfangs kaum durch. Der französische Forscher Claude Guérin erkannte die Bezeichnung nicht an, stattdessen kreierte er 1980 mit Brandtorhinus eine eigene, in der er alle europäischen plio- und pleistozänen Dicerorhinina-Formen einschloss (mit Ausnahme von Coelodonta); allerdings fasste Guérin Brandtorhinus nur als Untergattung zu Dicerorhinus auf. Im Jahr 1993 veröffentlichte Mikael Fortelius eine umfangreiche Revision der westeurasischen Stephanorhinus-Vertreter und verhalf so dem Namen zur Anerkennung. Heute wird der Name Stephanorhinus weitgehend akzeptiert. Im Jahr 2012 erfolgte eine Revision der osteurasischen Arten.

## Stammesgeschichte
Die Gattung Stephanorhinus trat erstmals im Oberen Miozän vor etwa 8 Millionen Jahren auf, die älteste Art ist Stephanorhinus pikermiensis. Frühere Funde stammen vor allem aus Griechenland, so von Pikermi und der Insel Samos. Vor allem im Pliozän und Pleistozän entstanden zahlreiche Arten. Grundsätzlich lassen sich im westlichen Eurasien zwei Entwicklungslinien verfolgen: Eine verlief über Stephanorhinus kirchbergensis. Die andere umfasste Stephanorhinus etruscus, von welchem Stephanorhinus jeanvireti, Stephanorhinus hundsheimensis und schließlich Stephanorhinus hemitoechus abstammen, der Prozess ist aber im Einzelnen noch nicht geklärt. Vor allem im Mittel- und Jungpleistozän mit ihren stark schwankenden Klimaphasen entwickelten sich zwei hoch spezialisierte Arten, einerseits das Waldnashorn, andererseits das Steppennashorn. Während die meisten Arten bereits im frühen Mittelpleistozän verschwunden waren, überlebte das Waldnashorn noch bis zum Beginn des Spätpleistozäns, während das Steppennashorn möglicherweise erst zu Beginn des Holozäns ausstarb. Ein sehr später Nachweis stammt hier aus La Ventana in Spanien.